# Glauconycteris poensis
Glauconycteris poensis là một loài động vật có vú trong họ Dơi muỗi, bộ Dơi. Loài này được Gray mô tả năm 1842.

## Hình ảnh

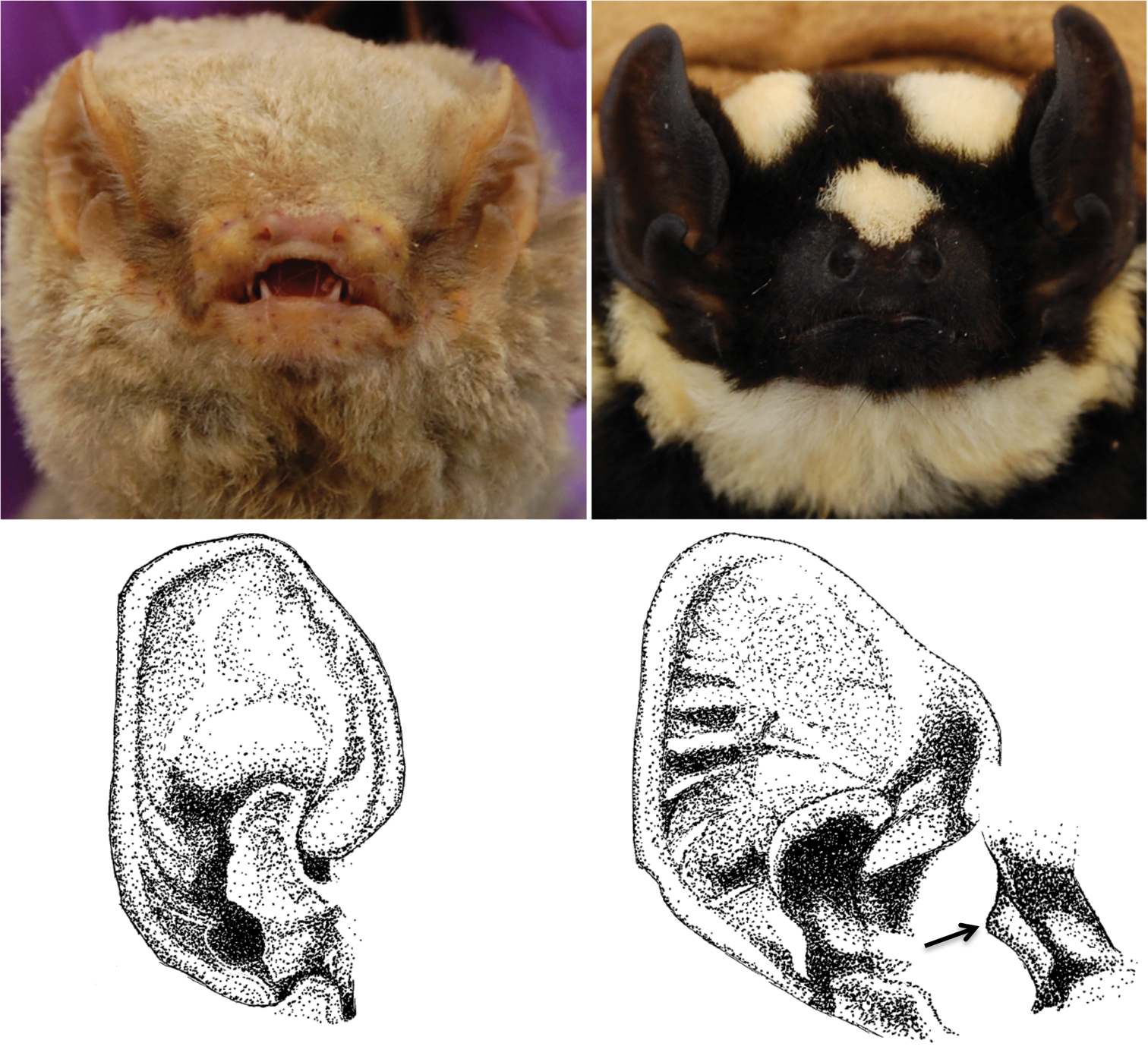
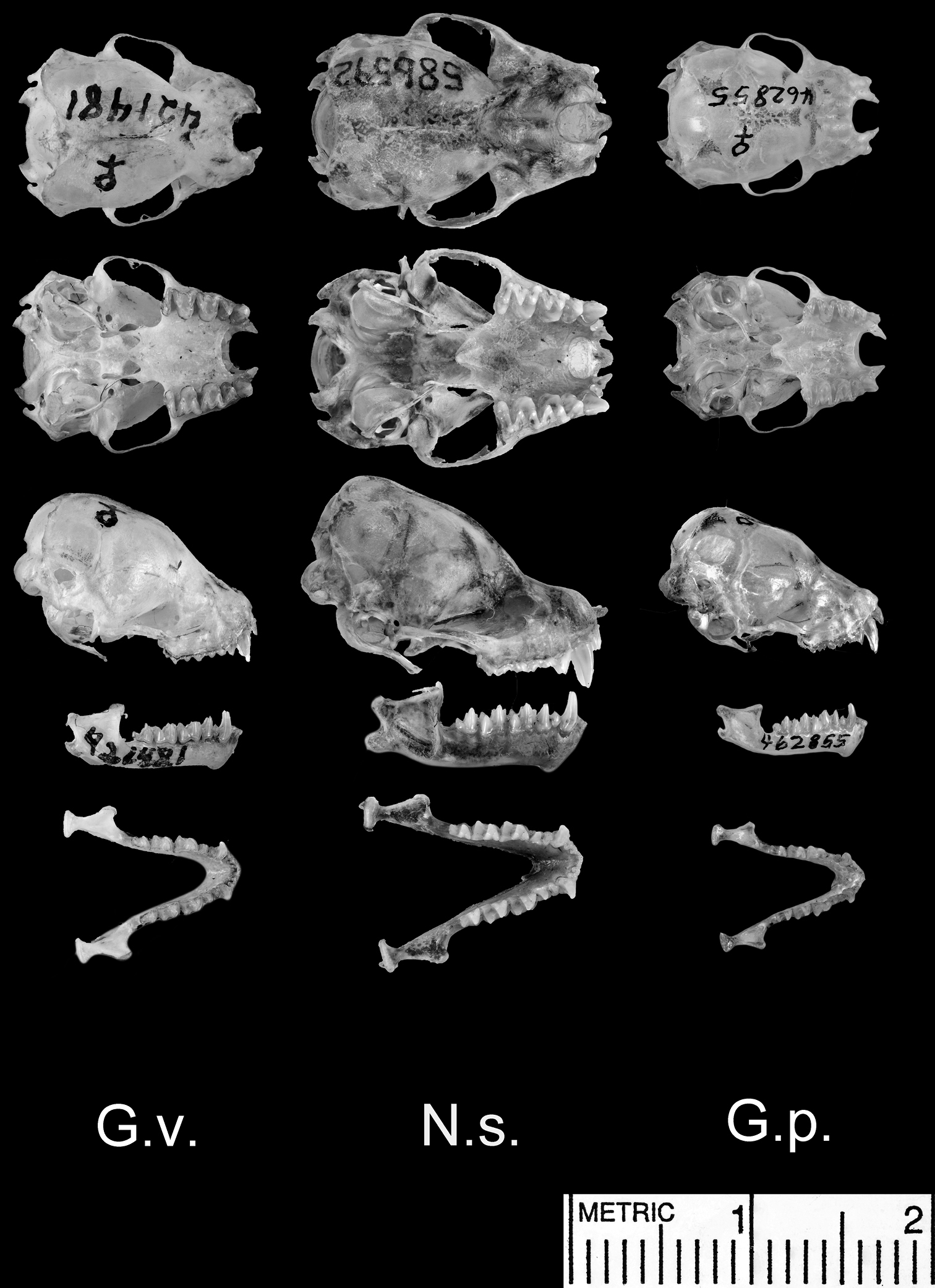
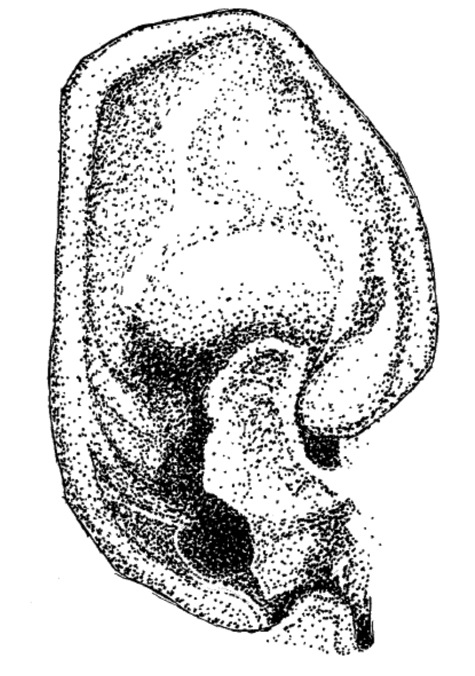